# You Oughta Know
Singles de Alanis Morissette
Hand in My Pocket
(1995)
Clip vidéo
(en) [vidéo] « You Oughta Know (officiel) (réalisation : Nick Egan) », sur YouTube
Pistes de Jagged Little Pill
All I Really Want
(1) Perfect
(3)
You Oughta Know est une chanson écrite en collaboration par Alanis Morissette et le producteur Glen Ballard sur le troisième album d'Alanis Morissette, Jagged Little Pill (1995). Le titre se trouve en deuxième piste de l'album et en est le premier single extrait. La chanson a atteint la 6e place du Billboard Hot 100, devenant ainsi son premier succès à atteindre le top 10 aux États-Unis et reste à ce jour, son plus grand succès dans le pays.

## Paroles

### Linguistique du titre
You Oughta Know (prononcé en anglais : /jʊ ɔ:tə nəʊ/) est en l'occurrence dans la chanson prononcé en anglais dans sa variante nord-américaine : [jə ɔt̪ə noʊ].
En anglais, oughta est une forme familière de la locution modale ought to exprimant l'obligation. Ainsi, You Oughta Know pourrait se traduire par Faut que tu saches. La chanson exprime, de manière véhémente, une liste de griefs de la narratrice à l'encontre d'un ex-petit ami décrit comme indélicat.

### Thème
Les relations compliquées avec d'ex-petits amis est un thème récurrent dans les premières œuvres d'Alanis Morissette. Si You Oughta Know en est l'illustration iconique avec ses acrimonies ♫Did ya forget about me, Mr. Duplicity (Tu m'as déjà zappée, Monsieur Double Jeu ?), on retrouve ce thème dans d'autres titres du même album avec des angles d'attaque qui varient, comme dans Not The Doctor ♫I don't want to be a bandage (Je ne suis pas ici pour te servir de pansement...) qui est un reproche d'immaturité ♫I'm not your mother (je ne suis pas ta mère) ou bien The House, qui dépeint une narratrice qui regrette une relation éteinte  ♫I shouldn't be here without permission (Je ne suis pas censée être présente [chez toi] sans ton accord) 
Le thème des relations troublées avec les ex est devenu, pour certains observateurs, une telle marque de fabrique des chansons d'Alanis Morissette que le groupe punk/hard rock Roadkill en a créé une chanson à caractère humoristique, où le narrateur exprime souffrir d'un tel manque de notoriété qu'il souhaiterait devenir un ex d'Alanis afin qu'elle chantât sur son cas, dans leur titre I wanna Be an Ex-Boyfriend of Alanis Morissette (sic). En 2022, soit 27 ans après la sortie du titre, l'acteur Dave Coulier, ex-petit ami d'Alanis Morissette s'exprime dans les médias en tant qu'objet de You Oughta Know. En 2018, Alanis avait exprimé ses regrets à l'attention de tous ses ex, demeurant toutefois des muses qui lui ont permis de composer ses plus grands succès.

## Version alternative
Dans certaines versions de Jagged Little Pill, la version You Oughta Know (The Jimmy the Saint Blend) est incluse en tant que piste cachée.

## Liste des titres
1. You Oughta Know (The Jimmy the Saint clean version)
2. You Oughta Know (The Jimmy the Saint Blend)
3. Perfect (acoustic version)

## Clip vidéo
Le clip a été réalisé par Nick Egan et nous montre une séduisante et allumée Alanis Morissette qui marche à travers un désert.

## Histoire
Ce titre bénéficie de la collaboration de Flea et Dave Navarro des Red Hot Chili Peppers.

## Reprises
La chanteuse Beyoncé reprendra ce titre lors de sa tournée I Am... Tour.

La chanteuse Britney Spears reprendra ce titre lors de sa tournée The Circus Starring: Britney Spears.

Le groupe de rap new-yorkais Das Racist sample ce titre dans une chanson du même titre.
Lors de l'audition de Perrie Edwards, pour X Factor 2011.